# Покровські
Покровські (рос. Покровские) — присілок в Островському районі Псковської області Російської Федерації.
Населення становить 8 осіб. Входить до складу муніципального утворення Бережанская волость.

## Історія
Від 2015 року входить до складу муніципального утворення Бережанская волость.

## Населення
| 2001 | 2002 | 2010 |
| ---- | ---- | ---- |
| 18   | ↘15  | ↘8   |